# Almodis
|  | Aquest article tracta sobre la comtessa consort de Barcelona. Si cerqueu altres personatges amb el mateix nom, vegeu «Almodis (desambiguació)». |

Almodis de la Marca o simplement Almodis (Tolosa, Occitània, c. 1020 - Barcelona, 1071) fou comtessa consort de Barcelona (1052-1071).

## Família
Filla del comte occità Bernat I de la Marca i d'Amèlia de Rasès. Fou germana de Llúcia de la Marca que es casà amb el comte Artau I de Pallars Sobirà i de Rangarda de la Marca, muller del vescomte de Carcassona i Besiers.
Vers el 1038 es casà amb Hug V de Lusignan, amb qui va tenir un fill, el futur Hug VI de Lusignan. Posteriorment, va ser repudiada, segons la crònica de Saint-Maixent, per motius de consanguinitat.
Entre el 1040 i el 1045 es casà amb Ponç II de Tolosa del qual obtingué el divorci el 1052. D'aquest matrimoni tingué:
- l'infant Guillem IV de Tolosa (1044-1093), comte de Tolosa
- Ramon IV de Tolosa (1042-1105), també comte de Tolosa
- Almodis de Melguelh, qui es va casar cap a 1063 amb Pere I de Melguelh[4]
- Ponça de Tolosa, casada amb Guerau Alemany II de Cervelló.[5]

Segons la crònica d'Abu-Ubayd al-Bakrí, mentre estava casada amb Ponç II, el comte de Barcelona Ramon Berenguer I i ella van escapar-se, i Ramon va esdevenir el seu tercer marit el 1052. D'aquest matrimoni en nasqueren:
- Ramon Berenguer II (1053-1082), comte de Barcelona
- Berenguer Ramon II (1053-1097), comte de Barcelona
- Sança de Barcelona (c. 1057-1095), casada vers el 1069 amb Guillem I de Cerdanya, comte de Cerdanya i Berga
- Agnès de Barcelona (c. 1056- c. 1071), casada el 1070 amb el comte Guigó II d'Albon (o VII).

## Casament amb Ramon Berenguer

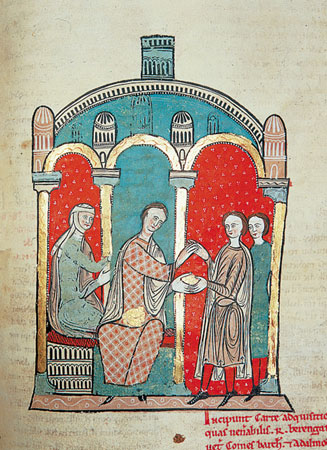
Ramon Berenguer I i la seva muller, Almodis de la Marca, comptant 2.000 unces de monedes d'or com a pagament a Ramon de Cerdanya i Adelaida, comte i comtessa de Cerdanya, a canvi dels seus drets sobre Carcassona el 1067.

El 1052 es casà amb el comte Ramon Berenguer I (1022-1076) en terceres núpcies. Fou un enamorament apassionat. Tots dos van abandonar els seus cònjuges respectius abans de contraure nou matrimoni, que fou així un casament per decisió pròpia i no imposat: per amor.
Segons la crònica d'al-Bakrí, el comte Ramon Berenguer anava de camí a Terra Santa i es va aturar a descansar a casa del comte de Tolosa, segon marit d'Almodis. Allí la va conèixer i se'n va enamorar. En tornar del seu viatge, en passar per Narbona, va planejar amb ella la fugida cap a Barcelona, on es casarien. Arribats a la ciutat comtal, el comte va repudiar la seva esposa al·legant motius de consanguinitat i Almodis feia el mateix amb el seu marit. En general, aquesta unió va ser ben acollida per nobles i clergues, però Blanca, l'exesposa de Ramon Berenguer, juntament amb l'àvia d'aquest, Ermessenda de Carcassona, van presentar una queixa al papa Víctor II per abandó, petició que va ser acceptada i va suposar l'excomunió de Ramon Berenguer l'any 1056.

## Els Usatges
Fou una dona sàvia que al llarg de la seva vida va manifestar interès i s'apassionà pel dret. Fou així que col·laborà de manera activa en la primera redacció dels Usatges de Barcelona, començats l'any 1068 juntament amb el seu marit Ramon Berenguer I, que foren la nova llei que va fonamentar l'estat feudal català. Era un nou codi jurídic que reemplaçava els vells textos sobre lleis dels romans i gots per donar respostes als nous temps que venien, on hi havia una situació de força violència i on cada cop estaven més marcades les diferències entre les classes nobles i el poble. El text deixa ben clara la participació activa de la comtessa Almodis:
| « | Aquests són los Usatges de las costumas de cort que.l senior En Ramon Berenguer vell, comte de Barcelona, e Adalmús sa Muller, constituïren tots temps tenir en lur terra, per acort e per jurar ajustament dels magnats de lur terra. | » |

Almodis va presidir judicis, com la seva antecessora la comtessa Ermessenda, i els jutges li prestaven jurament de fidelitat. Desenvolupà una activa pràctica política tant pacifista com diplomàtica i va governar conjuntament amb el seu marit un estat feudal. Una activitat que no va impedir que fos assassinada pel seu fillastre Pere Ramon, el qual veia perillar la seva herència en mans dels fills d'Almodis.

## Vida política

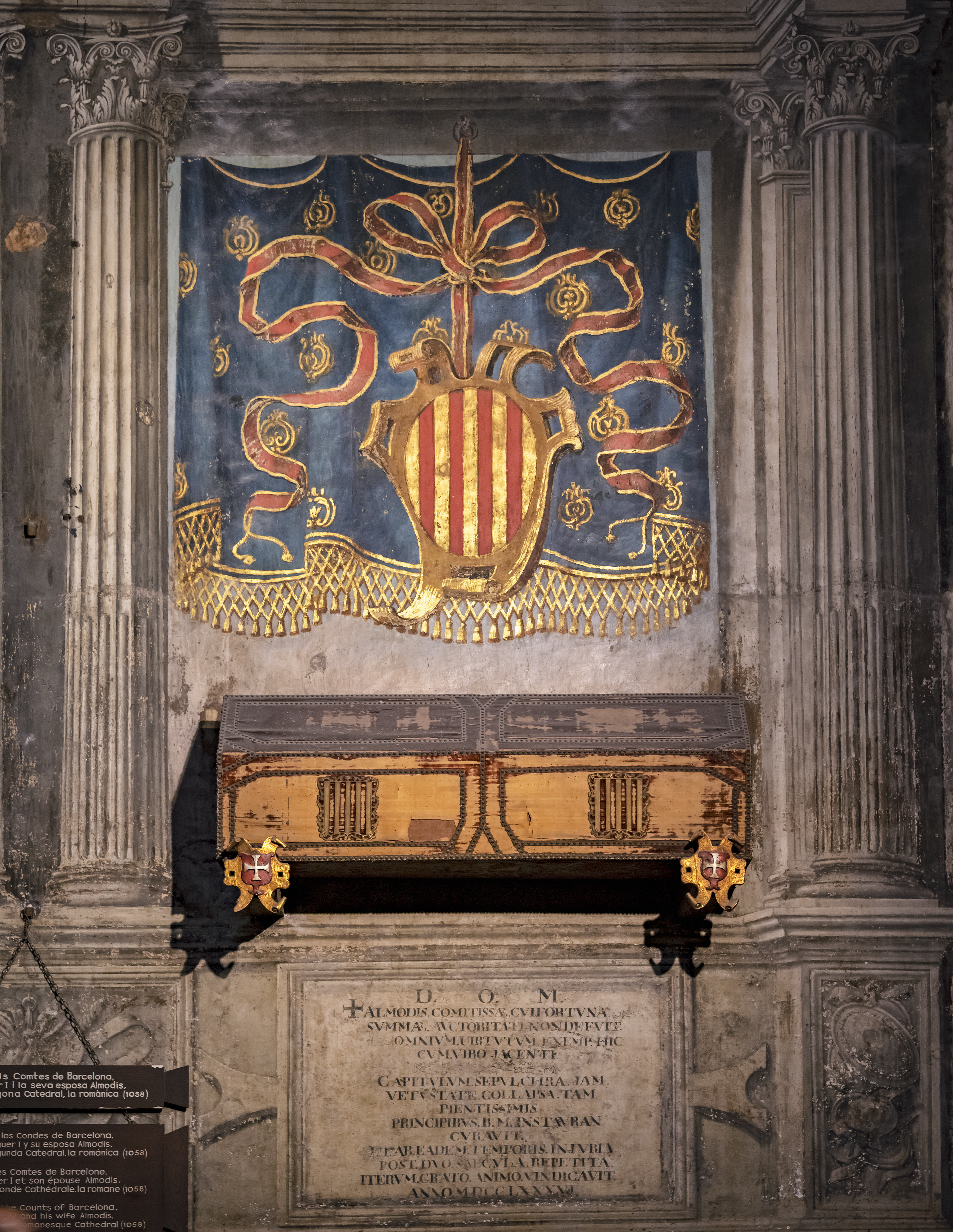
Sepulcre d'Almodis de la Marca, a la Catedral de Barcelona

Bernat I de Claramunt fou enviat per la comtessa a la cort d'Alí ibn Mujàhid Iqbal-ad-Dawla, emir de Dàniya, vers el 1045.
L'àvia de Ramon Berenguer, la comtessa Ermessenda, es va oposar al matrimoni del seu net amb Almodís i en va obtenir l'excomunió. Llavors es va desencadenar una veritable guerra civil que no es va acabar fins al 1057.
El mateix any en què van ser excomunicats, el comte va regalar com a dot a Almodis part dels béns que havien estat de la seva àvia als quals havia renunciat, com el tribut de Lleida, el comtat de Girona, castells com el de Cervera o el de Camarasa, etc. Tots aquests problemes es van acabar en rebre la nul·litat matrimonial anterior l'any 1058 en què els comtes Ramon Berenguer i Almodis van presidir la consagració de la renovada catedral de Barcelona.
Aquesta aliança matrimonial aportava drets sobre el Llenguadoc que refermaven les relacions entre la casa de Barcelona amb les terres de més enllà dels Pirineus. Almodis, que quan es casà per tercer cop ja era una dona madura i amb experiència i d'una notable formació cultural, com demostra el fet que Guislabert, bisbe de Barcelona, li encarregués en testament que fes refer les cobertes d'un llibre, el Forum Iudicum, que ell llegava a Almodis.
Políticament va participar en el govern pel seu marit ajudant-lo a establir unes bones relacions amb diferents reis de taifes, especialment amb el de Tortosa, les Balears i Dènia, mantenint contactes amb diferents nobles de Llenguadoc i arribant a guiar-lo en la compra dels drets sobre els comtats de Carcassona i Rasès a Adelaida i Ermengarda de Carcassona. De fet, Almodis apareix representada dues vegades al Liber feudorum maior, una de les imatges representa a ella i el seu marit Ramon Berenguer I rodejats de savis i dialogant, i l'altra representació és la de la compra de Carcassona a Adelaida i Ermengarda.
Fou assassinada pel seu fillastre Pere Ramon, que la va matar el 16 d'octubre de 1071 per motius successoris. L'herència d'Almodis va passar indivisa als seus fills bessons, Berenguer Ramon II i Ramon Berenguer II.